# Джонатан Мак-Кі
Джонатан Мак-Кі (англ. Jonathan McKee, 19 грудня 1959) — американський яхтсмен.
Олімпійський чемпіон 1984 року в класі Летючий голандець, бронзовий призер 2000 року в класі 49er.